# Krzeszowice
Krzeszowice – miasto w południowej Polsce, w województwie małopolskim, w powiecie krakowskim, siedziba gminy miejsko-wiejskiej Krzeszowice. Miasto jest jednym z ośrodków miejskich aglomeracji krakowskiej. Krzeszowice należą do Jaworznicko-Chrzanowskiego Okręgu Przemysłowego w Krakowskim Okręgu Przemysłowym.
Według danych GUS z 1 stycznia 2024 r. miasto miało 9743 mieszkańców. Położone jest ok. 25 km na zachód od centrum (18 km od granicy) Krakowa, przy linii kolejowej nr 133 (Kraków – Katowice) i przy drodze krajowej nr 79 (ul. Kościuszki, ul. Trzebińska) (południowa część miasta). W latach 1928–1966 miasto miało status uzdrowiska o charakterze użyteczności publicznej.

## Środowisko geograficzne
Gmina Krzeszowice położona jest w południowej części Wyżyny Krakowsko-Częstochowskiej – w południowej części Wyżyny Olkuskiej, na obszarze Rowu Krzeszowickiego oraz Garbu Tenczyńskiego. Potrzaskana w czasie alpejskich ruchów górotwórczych płyta wyżyny kryje w sobie liczne intruzje magmowe, stąd na obszarze gminy występują: porfiry, dolomity, diabazy oraz tuf. Począwszy od dewonu, reprezentowane są tu wszystkie ery geologiczne. Wapienne podłoże Wyżyny Krakowsko-Częstochowskiej oraz Garbu Tenczyńskiego odsłania się w wielu miejscach, ukazując formy krasowe – liczne jaskinie, doliny krasowe oraz ostańce, należące do osobliwości tego regionu. Dla ochrony wszystkich tych niezwykłości w 1981 r. utworzono Zespół Jurajskich Parków Krajobrazowych. Jest ich 6, z czego 3 leżą częściowo na terenie gminy Krzeszowice: Rudniański – obejmujący niewielki wycinek Garbu Tenczyńskiego, Tenczyński – z pozostałą częścią Garbu Tenczyńskiego, Dolinki Krakowskie – z południową częścią Płaskowyżu Ojcowskiego.
Na terenie osiedla Czatkowice naukowcy z Instytutu Paleobiologii im. Romana Kozłowskiego PAN odkryli m.in. szczątki prażaby Czatkobatrach (Czatkobatrachus polonicus), w brekcji kostnej, fragment kości szczękowej długoszyjego archozauromorfa Czatkowiella, fragment czaszki rodzaju lepidozauromorfa Sophineta, przednią część kości szczękowej bazalnego przedstawiciela Archosauriformes Osmolskina czatkowicensis, jeden kręg szyjny niewielkiego archozauromorfa o nazwie Collilongus oraz kość czaszki i szkielet pozaczaszkowy Parotosuchus speleus.
Na terenie miasta znajduje się obszar Krzeszowice (Natura 2000), jako projektowany specjalny obszar ochrony siedlisk, aktualnie obszar mający znaczenie dla Wspólnoty o powierzchni 39,8 ha. Utworzony został w celu ochrony kolonii rozrodczej nietoperzy (nocka orzęsionego) zlokalizowanej na terenie kościoła św. Marcina i okolicznych miejsc żerowania (Park Miejski, Aleja Spacerowa). Jest to kluczowa kolonia rozrodcza nocka orzęsionego – druga pod względem liczebności tego nietoperza w Polsce.

## Podział administracyjny miasta
Administracyjnie miasto podzielone jest na następujące osiedla:
- Osiedle Centrum, liczba mieszkańców: 1996. Obejmuje ścisłe centrum miasta oraz osiedla bloków mieszkalnych przy ul. Targowej i Armii Krajowej;
- Osiedle Jurajskie, liczba mieszkańców: 2165. Osiedle we wschodniej części miasta z osiedlami bloków mieszkalnych przy ul. Długiej, Szarych Szeregów i Żbickiej (dawne osiedle Krakowska) oraz ul. Reymonta, ul. Leśnej na Gwoźdźcu;
- Osiedle Parkowe, liczba mieszkańców: 2416. Osiedle w zachodniej części miasta, po zachodniej stronie rzeki Krzeszówka, obejmujące ul. Grunwaldzką i przylegające do niej ulice, z osiedlami Nad Filipówką oraz Olchówki;
- Osiedle Nowy Świat, liczba mieszkańców: 1022. Osiedle w północno-wschodniej części centrum miasta wraz z osiedlem Ćmany i ul. Dąbrowskiego;
- Osiedle Czatkowice, liczba mieszkańców: 1098. Osiedle w północnej części miasta – dawna wieś Czatkowice;
- Osiedle Żbik, liczba mieszkańców: 672. Osiedle w północno-wschodniej części miasta – dawna wieś Żbik.

## Historia miasta i uzdrowiska
Pierwsza historyczna wzmianka o Krzeszowicach pochodzi z 1286 r., kiedy to biskup Paweł z Przemankowa nadał Fryczkowi Fretonowi z Bytomia przywilej na założenie w istniejącej już wsi Cressouicy sołectwa na zasadzie prawa magdeburskiego. W 1337 r. prawdopodobnie istniał tu już kościół. Według Długosza w 2. poł. XV w. w Krzeszowicach stał drewniany kościół pod wezwaniem św. Marcina, istniała szkoła, karczma i folwark plebański. W 1555 r. Krzeszowice stały się własnością Stanisława Tęczyńskiego i weszły w skład hrabstwa tęczyńskiego. W 1595 r. wieś położona w powiecie proszowskim województwa krakowskiego była własnością wojewodziców krakowskich: Gabriela, Andrzeja i Jana Magnusa Tęczyńskich. W następnych latach były własnością m.in. Sieniawskich, Opalińskich, Czartoryskich, Lubomirskich, a od 1816 r. Potockich.
Wieś położona w województwie krakowskim wchodziła wraz z folwarkiem w 1662 r. w skład hrabstwa tęczyńskiego Łukasza Opalińskiego. W XVII w. odkryto lecznicze właściwości tutejszych wód siarczanych. Pierwszy zapis o wykorzystaniu tutejszych wód siarczanych w celu leczenia bydła dokonany został przez miejscowego proboszcza ks. Bernarda Bocheńskiego, w kronice parafialnej w 1625 r.

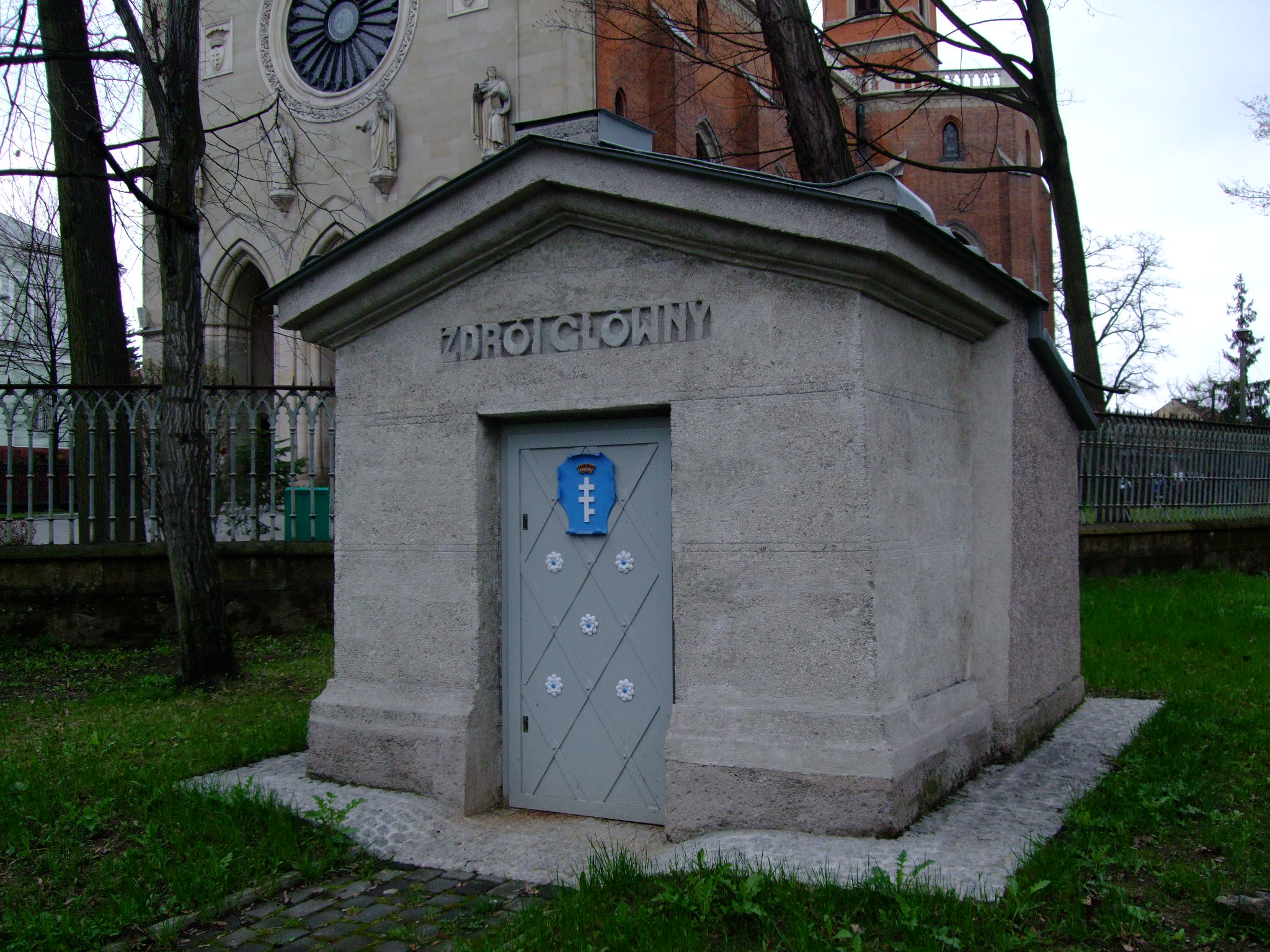
Zdrój Główny

Największe znaczenie dla współczesnego charakteru Krzeszowic jako uzdrowiska miał trzeciorzęd (60–1 mln lat p.n.e.), a ściślej – morze mioceńskie, które zalało Rów Krzeszowicki, utworzony wcześniej pod wpływem alpejskich ruchów górotwórczych. W specyficznych warunkach terenowych na dnie morza, wśród iłów, wytrącał się z wody siarczan wapnia, czyli gips. Na skutek działania materii organicznej, zawartej w sąsiadujących z gipsem pokładach, zostaje on zredukowany. W wyniku dalszych procesów dochodzi do wypłukiwania związków siarki, które w postaci wody siarczanowo-wapniowo-siarczkowej wypływają w Krzeszowicach w postaci dwu źródeł: Głównego i Zofii.

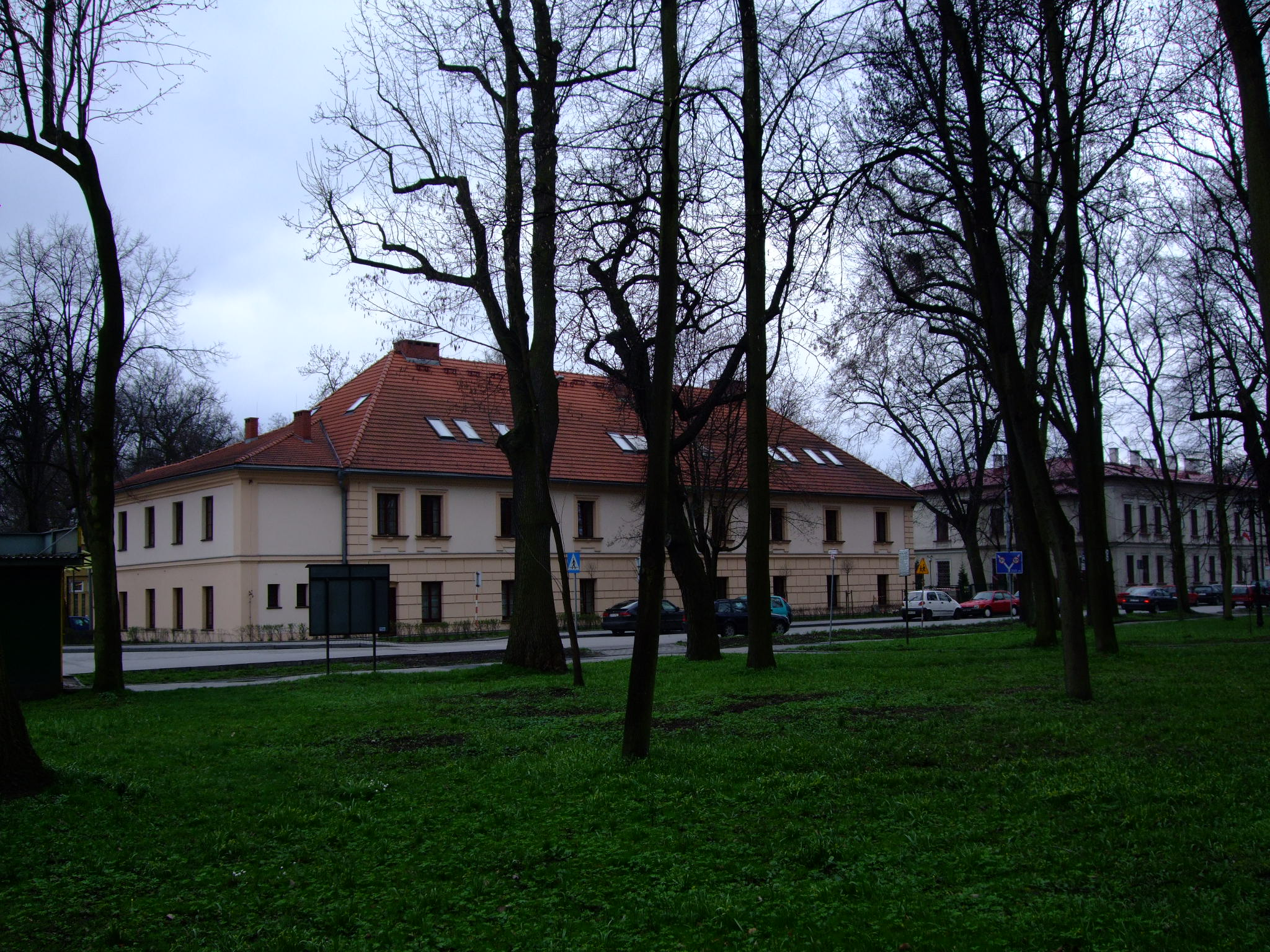
Łazienki Zofia, widok z Parku Bogackiego

Rozwój uzdrowiska rozpoczyna się w 2. poł. XVIII w., kiedy dr Jan Gotfryd Leonhardi, na zlecenie księcia Augusta Czartoryskiego, dokonał badań właściwości wody siarczanej oraz odkrył i zastosował do celów leczniczych źródło wody żelazistej. Około 1778 r. ocembrowano jedyne wówczas źródło wody siarczanowej (Zdrój Główny). Prawdopodobnie w tym samym roku wybudowano pierwsze łazienki, a w roku następnym zarejestrowano pierwszych pacjentów.

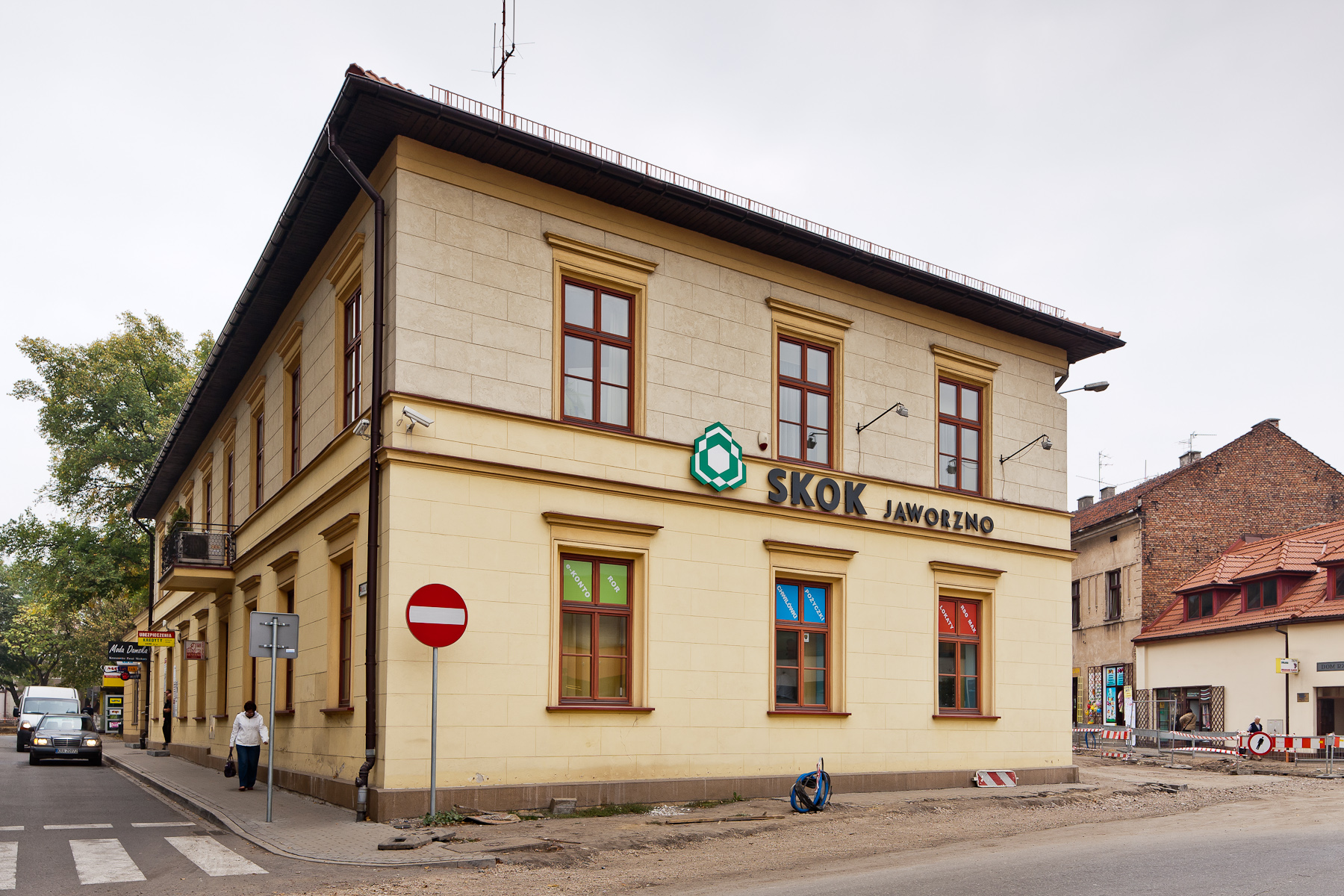
Dawna oficyna pałacu Vauxhall

Zatwierdzone przez księcia Czartoryskiego plany budowy nowoczesnych łazienek realizowała energicznie księżna Izabela Lubomirska. W 1788 r. zespół uzdrowiskowy składał się z pięciu niewielkich domków kąpielowych, dwóch łaźni, lazaretu i mieszkania dla ubogich gości, pałacyku Vauxhall prowadzącego działalność rozrywkową dla kuracjuszy, oberży oraz kilku obiektów pomocniczych i gospodarczych. W następnych latach księżna zamierzała znacznie rozbudować uzdrowisko, plan ten jednak nie został zrealizowany, prawdopodobnie ze względu na zaistniałe wydarzenia polityczne (II i III rozbiór Polski w 1793 i 1795 r., powstanie kościuszkowskie w 1794 r., okres wojen napoleońskich w latach 1803–1815). W 1819 r. powstał budynek Łazienki Zielone (zwane od 1858 r. – Zofia). W okresie tym lekarzem zdrojowym był Leopold de Lafontaine, który w 1789 r. wydał pierwszą monografię uzdrowiska, zawierającą oprócz charakterystyki wód także opis okolicy.

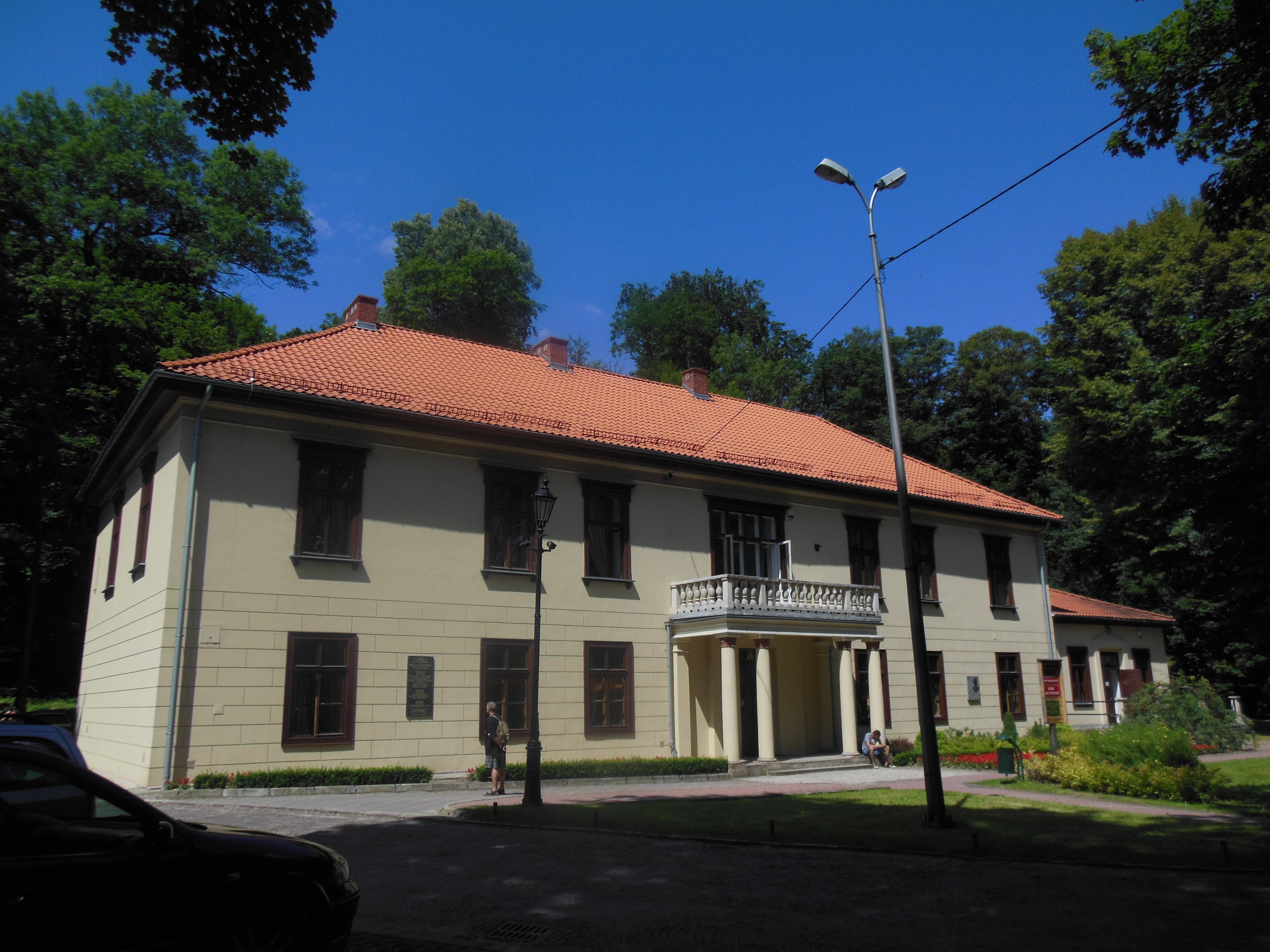
Stary Pałac Potockich przy ul. Ogrodowej

Kolejny etap rozwoju uzdrowiska rozpoczął się wraz z przejęciem Krzeszowic w 1816 r. przez wnuka Izabeli Czartoryskiej – Artura Potockiego i jego żonę Zofię z Branickich. W 1819 r., prawdopodobnie na miejscu wcześniejszej łaźni, powstały Łazienki Zielone. W 1829 r. Zofia Potocka zakupiła pole z bijącym na nim źródłem wody siarczanowej i zbudowała tam szpital (dziś Stary Szpital), przeznaczony dla leczenia pracowników hrabstwa tęczyńskiego, który w czasie powstania listopadowego (1830–1831), z polecenia Artura Potockiego, został udostępniony powstańcom szukającym schronienia na terenie Rzeczypospolitej Krakowskiej. W latach 1842–1843 wybudowano Dom Schronienia im. Artura przeznaczony dla ubogich, a w latach 1832 i 1840–1844 neogotycki kościół według projektu K. F. Schinkla, którego wykańczanie trwało do 1874 r. W 1874 r. przeprowadzono przez Krzeszowice linię kolejową z Krakowa do Mysłowic (fragment linii Kraków – Wiedeń), zaś w 1850 r. Krzeszowice otrzymały przywilej na odbywanie jarmarków. Na 1835 r. przypadł szczyt zainteresowania uzdrowiskiem, które z biegiem lat stopniowo malało. W 1847 r. odnotowany został chwilowy wzrost popularności kurortu, spowodowany uruchomieniem linii kolei żelaznej.
Wysiłki Potockich przeniosły się na rozbudowę dochodowego górnictwa i przemysłu. W ślad za tym obniżył się poziom usług lekarskich, a urządzenia łazienkowe ulegały stopniowej dewastacji.
Zewnętrznym wyrazem znaczenia Krzeszowic był fakt, że w latach 1809–1815 i 1855–1867 stanowiły siedzibę oddzielnego powiatu krzeszowickiego, a później nadal mieścił się tutaj sąd powiatowy, który w 1886 r. objął swym zasięgiem 29 wsi. W latach 1815–1846 należały do Wolnego Miasta Kraków (Rzeczpospolita Krakowska). W związku z niewolą narodową miejscowa ludność zaangażowana była zarówno w powstaniu krakowskim (1846 r.), jak i w powstaniu styczniowym (1863 r.), dla którego okoliczne miejscowości stanowiły ważne punkty przerzutu broni i powstańców do Królestwa.

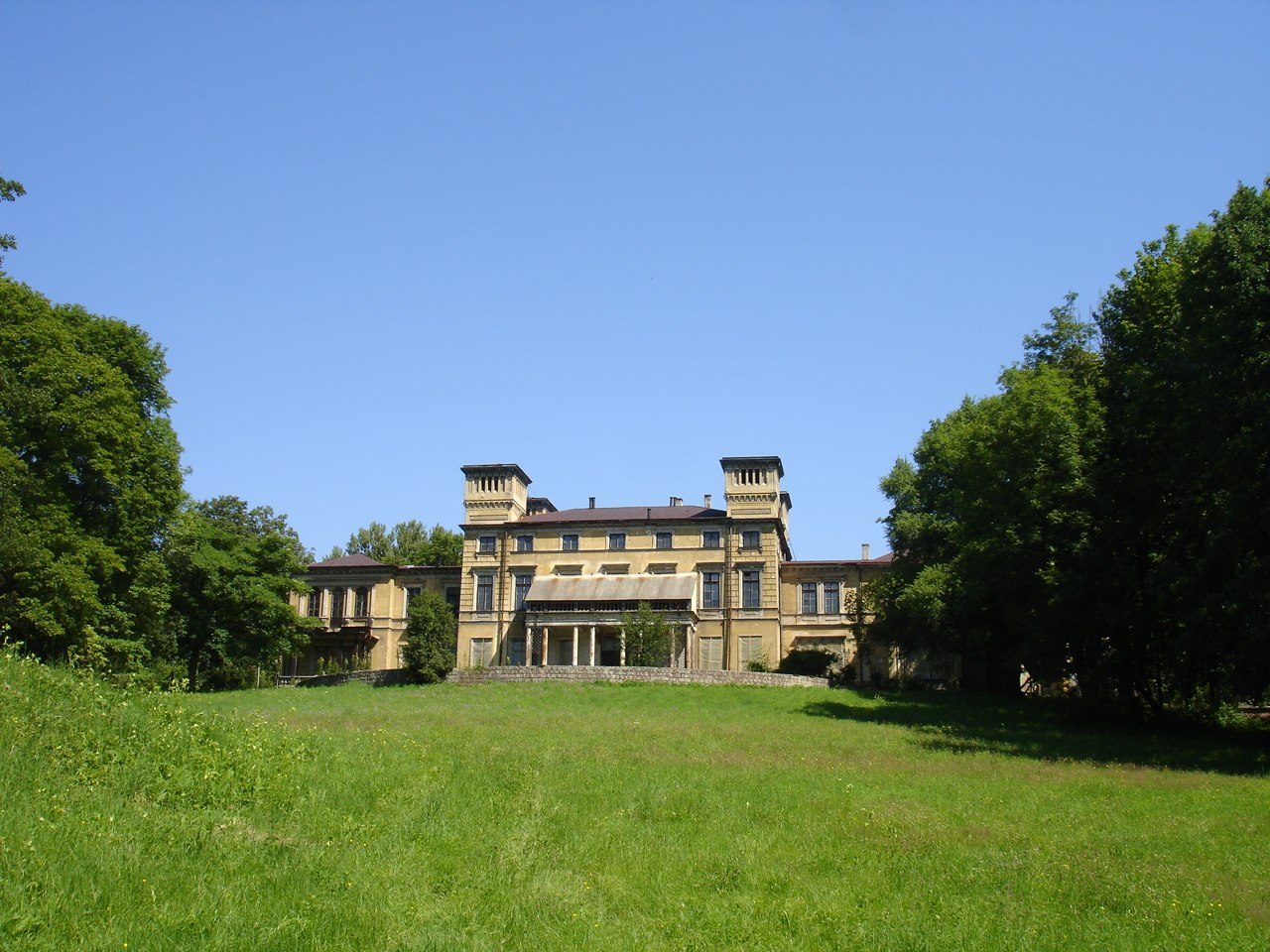
Pałac Potockich w Krzeszowicach (1850–1857)

W 1832 r. i w latach 1840–1844 powstał neogotycki kościół według projektu K. F. Schinkla, którego wykańczanie trwało do 1874 r.
W latach 1850–1857 Potoccy wybudowali, według projektu F.M. Lanciego, pałac w stylu renesansu włoskiego. Jego kubatura wynosi 43 tysięcy metrów sześciennych, składa się z 228 różnych pomieszczeń. Wraz z rozpoczęciem budowy pałacu założono park krajobrazowy z cechami parku angielskiego. Pałac został zamieszkany w 1862 r., a drobne przeróbki, szczególnie wnętrz, trwały do 1871 r.

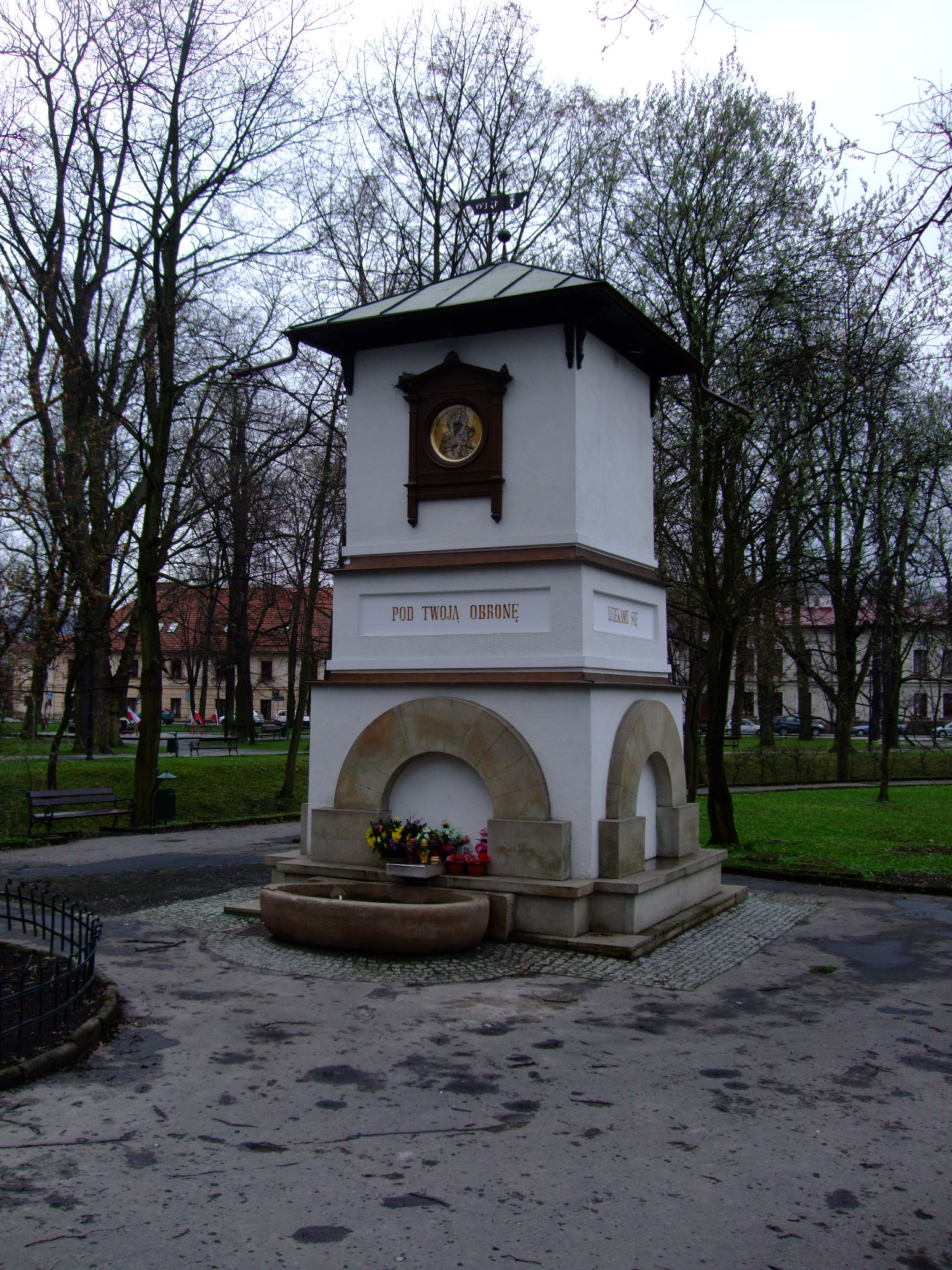
Zbiornik wody siarczanej jako kapliczka

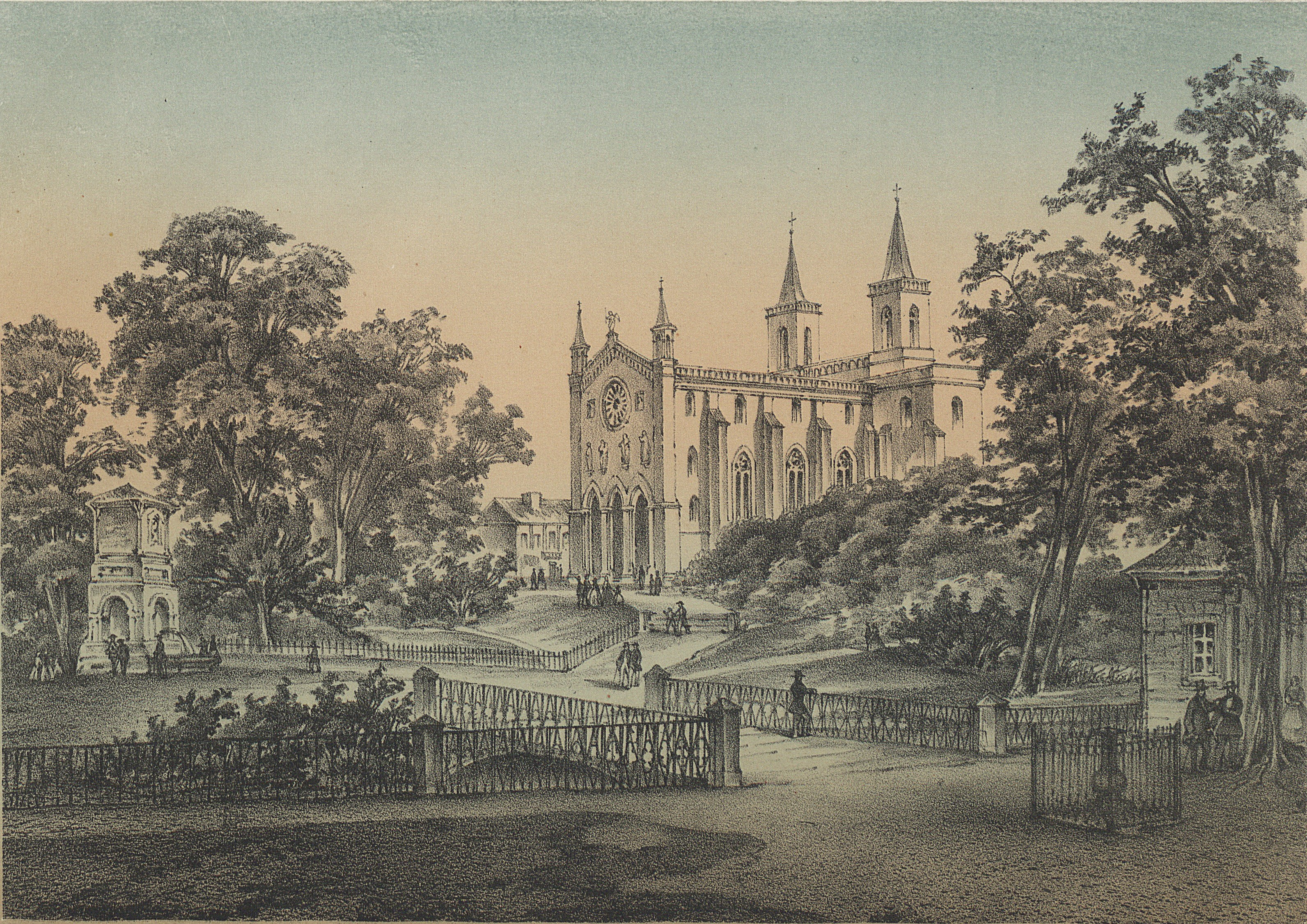
Krzeszowice (widok na kościół św. Marcina) na grafice z 1862 r.

Po przeprowadzeniu w 1858 r. przez Józefa Dietla wnikliwej lustracji uzdrowiska i przedstawieniu projektu poprawy zaistniałej sytuacji podjęto działania na rzecz odnowy uzdrowiska. Unowocześniono metody lecznicze, dokonano koniecznych napraw urządzeń. W 1869 r. Adolf Aleksandrowicz dokonał nowej analizy chemicznej wód wody siarczanowej obu źródeł. W latach 1875–1876 gruntownie przebudowano i zmodernizowano Łazienki Zielone, a w 1877 r. oddano do użytku nowy, piętrowy dom mieszkalny dla gości uzdrowiska. Poczynania te znacznie zwiększyły zainteresowanie Krzeszowicami. Podobnie sytuacja przedstawiała się w latach następnych, aż do początku XX w.
Pod koniec XIX w. Krzeszowice przeżyły fazę intensywnego rozwoju przemysłowego i urbanistycznego. Powstały nowe zakłady produkcyjne: stychalskie i garncarskie (ok. 1880 r.), tartak parowy (ok. 1894 r.), fabryka beczek (ok. 1894 r.), fabryka zaprawy fasadowej (1900 r.), fabryka dachówek i drenów oraz fabryka farb ziemnych (1906 r.), fabryka wyrobów cementowych i betonowych (1907 r.).
Ochotnicza Straż Pożarna w Krzeszowicach rozpoczęła swoją działalność 21 kwietnia 1891 r. 15 maja 1911 r. wybuchł pożar w szopie dworskiej, dzierżawionej przez Kółko Rolnicze. Ogień strawił również drewniany dom ze sklepami i budynki gospodarcze.

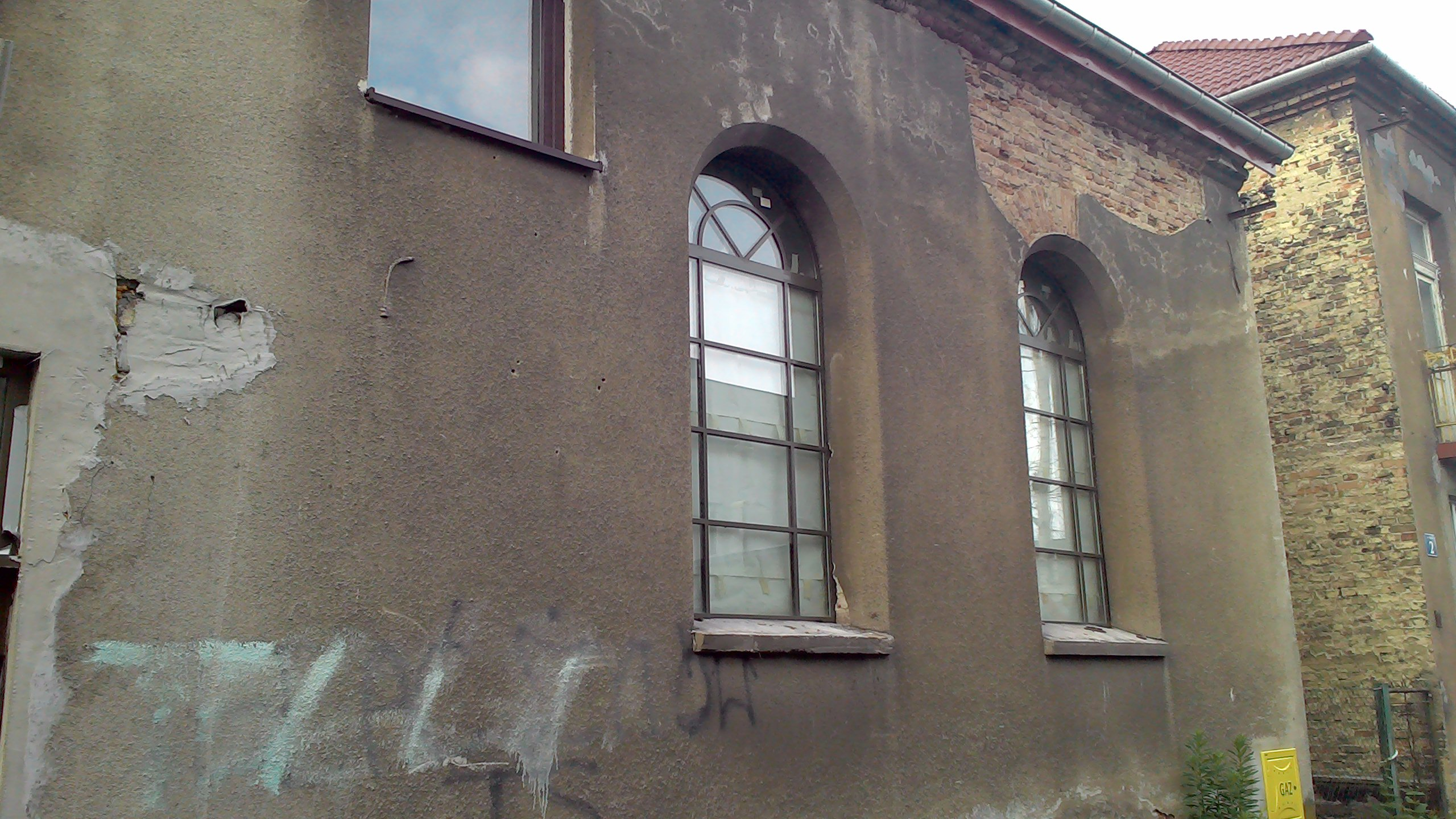
Jedna z byłych synagog przy ul. Wąskiej

Pod koniec XIX w. przy ul Wąskiej 1 powstała synagoga jako modlitewnia dla żydowskich kobiet powstała, a przy nr 4 – druga synagoga, która została zbudowana pod koniec XIX w., jako modlitewnia przeznaczona wyłącznie dla mężczyzn wyznających judaizm.
Według austriackiego spisu ludności z 1900 r. w 255 budynkach w Krzeszowicach na obszarze 575 hektarów mieszkało 2007 osób, z czego 1687 (84,1%) było katolikami, 308 (15,3%) wyznawcami judaizmu, 10 (0,5%) grekokatolikami, a 2 (0,1%) innej religii lub wyznania, 1935 (96,4%) było polsko-, 17 (0,8%) niemiecko-, a 11 (0,5%) innojęzycznymi. W 1910 r. miejscowość zamieszkiwało w 311 domach 2619 osób (w tym ok. 18% Żydów). Powierzchnia Krzeszowic wynosiła wówczas 733,6 ha. W okresie międzywojennym miejscowi Żydzi stanowili ok. 20% ogółu mieszkańców. W 1921 r. było w mieście 2409 katolików, 12 ewangelików, 1 grekokatolik oraz 506 wyznawców judaizmu.

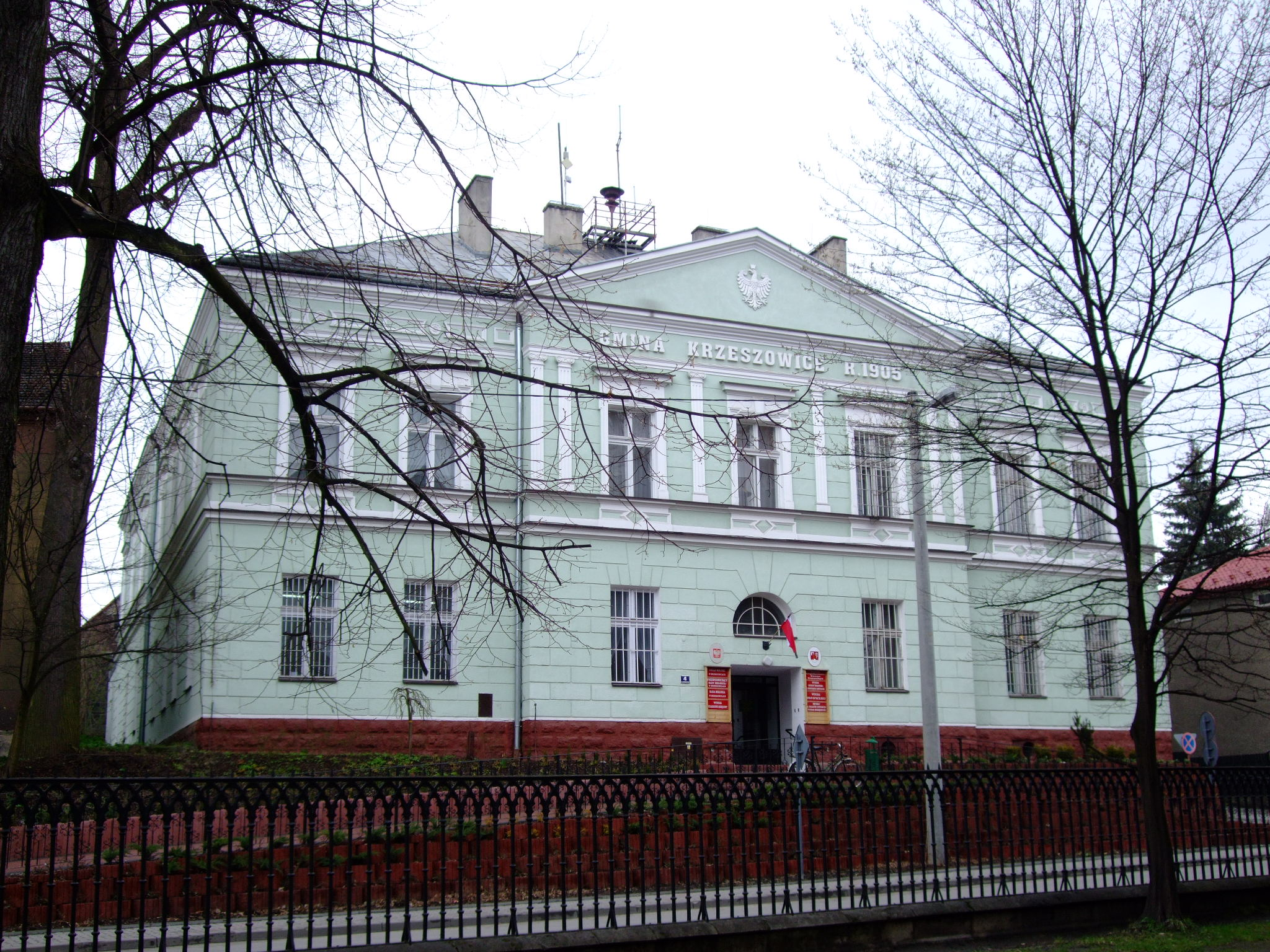
Urząd Miejski przy ul. Grunwaldzkiej

W 1919 r. Rada Gminna wystąpiła z prośbą o przyznanie Krzeszowicom praw miejskich, które uzyskały je 3 grudnia 1924 r. z dniem wejścia w życie ustawy, 1 stycznia 1925 r. Potwierdzenie praw miejskich Krzeszowice uzyskały 18 października 1933 r. W tym samym roku powołano do życia Komitet Rozbudowy Miasta Krzeszowic, który popierał intensywny rozwój budownictwa prywatnego. Powstała dzielnica willowa Nowy Świat, zaczęto wznosić kamienice czynszowe trzy- i czterokondygnacyjne. W 1921 r. liczba mieszkańców Krzeszowic wyniosła 2993 osoby (w tym ponad 17% Żydów). W 1924 r. powstał klub sportowy Świt Krzeszowice.
Pomimo modernizacji łazienek w 1923 r. i uzyskania w 1928 r. statusu uzdrowiska posiadającego charakter użyteczności publicznej, w ciągu całego okresu międzywojennego Krzeszowice miały tylko lokalne znaczenie.
W 1931 r. liczba mieszkańców wzrosła do 3391 osób. 2 października 1934 r. nastąpiła katastrofa kolejowa w Krzeszowicach, w wyniku której śmierć poniosło 12 osób, a 60 zostało rannych. W nocy z 16 na 17 grudnia 1935 r. przed stacją, parowóz pociągu towarowego wpadł do rzeki Krzeszówka, dwie osoby zginęły.
W 1939 r. liczba ludności miasta wzrosła do 3500 osób zamieszkujących 382 budynki, a miasto znalazło się na terenie Generalnego Gubernatorstwa, rok później Niemcy przebudowali i odrestaurowali pałac Potockich nazwany przez nich Haus Kressendorf, który stał się letnią rezydencją gubernatora Hansa Franka, nazwa miasta zmieniona została na Kressendorf. Podczas II wojny światowej budynki łazienek zostały wykorzystane przez okupanta dla potrzeb wojennych i uległy poważnej dewastacji. 1 kwietnia 1941 r. z miasta wysiedlono 481 osób narodowości żydowskiej. Podczas II wojny światowej hitlerowcy zdewastowali wnętrze krzeszowickich synagog. Po zakończeniu wojny zostały one przystosowane do potrzeb magazynu, a potem prywatnej rozlewni napojów oraz ośrodka kulturalnego, a także jako ówczesna remiza strażacka. Po 1945 r. powróciło do Krzeszowic 46 osób pochodzenia żydowskiego.
25 maja 1943 r. oddział Gwardii Ludowej „Wisła” zlikwidował dwóch oficerów SS i wicedyrektora fabryki A.G. Farbenindustrie w Oświęcimiu. Stanowili oni skład komisji badającej przyczyny niskiej wydajności pracy w pobliskich kamieniołomach.
17 i 18 stycznia 1945 r. miasto przeżyło dwa naloty samolotów radzieckich, od wybuchu zrzuconych przez nich bomb zginęło kilku mieszkańców miasta. 18 stycznia zostały wysadzone mosty na Miękince i Filipówce, Niemcy podpalili tartak. 19 stycznia rano wraz z wkroczeniem do miasta oddziałów Armii Czerwonej nastał kres okupacji niemieckiej.
W 1945 r. z lasów własności prywatnych i zakonnych utworzono dwa Nadleśnictwa: Alwernia i Krzeszowice. W 1946 r. w Pałacu Potockich powstał Państwowy Zakład Wychowawczo-Naukowego im. Tadeusza Kościuszki dla młodzieży osieroconej, którego dyrektorem został Stanisław Jedlewski.
Z początkiem lat 50. XX w. rozpoczęto budowę mieszkań dla robotników (obecne bloki przy ul. Aptecznej i częściowo niska zabudowa bloków na ul. Targowej). Pierwszy blok (obecnie Targowa 12) powstał dla pracowników kolei. W 1950 r. miasto liczyło 3446 mieszkańców. Wkrótce powiększono tereny kolejowe, powstały place składowe oraz fabryka materiałów budowlanych. Część rynku zamieniono na zieleniec z fontanną. W latach 50. XX w. powstała pierwsza grupa Świadków Jehowy, wiosną 1969 r. w Krzeszowicach powstał samodzielny zbór.
W latach 1964–1969 nastąpiła reaktywacja ośrodka balneologicznego, nieczynnego od czasu II wojny światowej. W pobliżu łazienek odkryto dwa nowe źródła mineralne: solankowe oraz wody siarczanowej. 1 stycznia 1967 r. Krzeszowice straciły status uzdrowiska.
W latach 60. XX w. powstały osiedla bloków mieszkalnych i domów jednorodzinnych (w 1965 r. pięciokondygnacyjne bloki przy obecnej ul. Targowej i Armii Krajowej, w 1978 r. bloki przy ul. Długiej i Żbickiej oraz osiedle domków jednorodzinnych Ćmany, a w latach 1982–1984 bloki przy ul. Szarych Szeregów).
W latach 60. i 70. XX w. powstały duże zakłady związane z przemysłem budowlanym i ogrodniczym. W latach 1966–1968 przeprowadzono prace adaptacyjne w budynku łazienek Zofia i częściowo rozbudowano ośrodek. W 1970 r. ówczesny Górniczy Ośrodek Rehabilitacyjny Narządów Ruchu przyjął pierwszych pacjentów. Na przeł. lat 70. i 80. XX w. ponownie rozbudowano łazienki w kierunku południowym, a na pocz. XXI w. w kierunku zachodnim. W latach 1975–1998 miasto administracyjnie należało do województwa krakowskiego. W 1973 r. po reorganizacji Nadleśnictwo Krzeszowice jako obręb weszło w skład Nadleśnictwa Chrzanów, a w 1976 r. powstało ponownie. Na przełomie lat 70. i 80. XX w. zdecydowaną większość mieszkań w nowo powstałych blokach zasiedlili mieszkańcy Krakowa oraz ludność spoza miasta.
W 1993 r. powstał budynek ówczesnej Telekomunikacji. W 1995 r. wybudowano nowy gmach Banku PKO BP oraz powstała Sala Królestwa Świadków Jehowy. W 1997 r. do miasta przyłączono Czatkowice (z terenami odkrywkowej Kopalni Wapienia Czatkowice), Żbik i część Woli Filipowskiej i Nawojowej Góry.
Leczenie (stacjonarne i ambulatoryjne) w Krzeszowicach obejmuje pacjentów ze schorzeniami reumatologicznymi, neurologicznymi i pourazowymi, jako największe centrum rehabilitacji narządów ruchu w Małopolsce.
W 2012 r. w mieście utworzono parafię Jana Pawła II, zlikwidowano część kompleksu szklarni. W grudniu 2014 r. rozebrano ponad 70-metrowy komin na terenie kompleksu ogrodniczego.
W 2016 r. honorowe obywatelstwo Krzeszowic otrzymali Sława Przybylska i Stefan Bratkowski.
Decyzją ministra rolnictwa z listopada 2009 r. w 2017 r. pałac wraz z uzdrowiskiem oraz ruinami zamku Tenczyn zostały zwrócone potomkom rodziny Potockich. We wrześniu 2019 r. oddano do użytku 213 m wiadukt kolejowy w ciągu ul. Daszyńskiego. W lipcu 2020 r. zakończono modernizację stacji kolejowej. W czerwcu 2023 r. w ramach Igrzysk Europejskich 2023 rozgrywano zawody w kolarstwie BMX. Latem 2023 r. powstał pierwszy etap „Osiedla Dolina Krasowa”, a we wrześniu utworzono drugi zbór Świadków Jehowy.

## Zabytki

### Obiekty wpisane dorejestru zabytkównieruchomychwojewództwa małopolskiego[26]

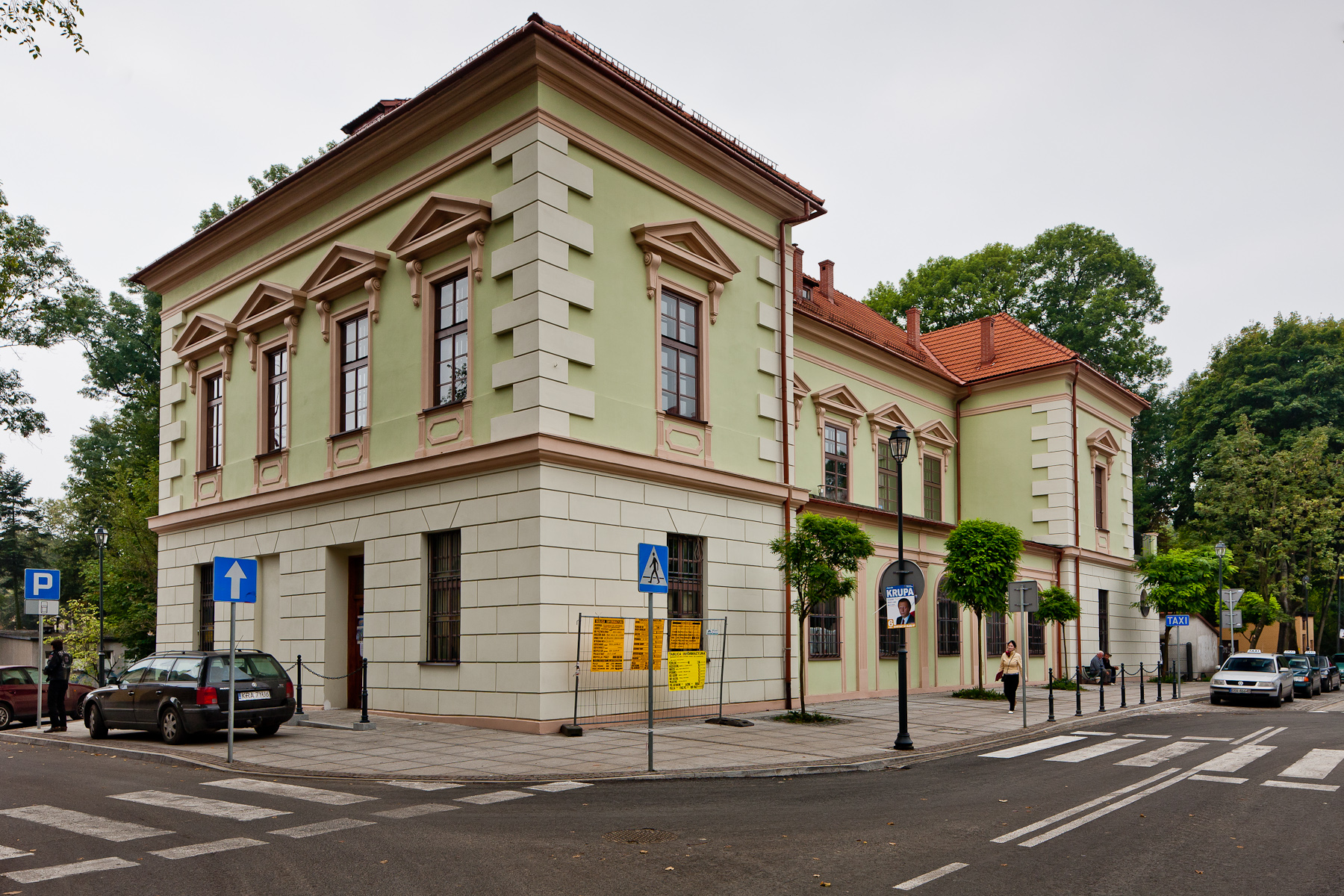
Pałac Vauxhall

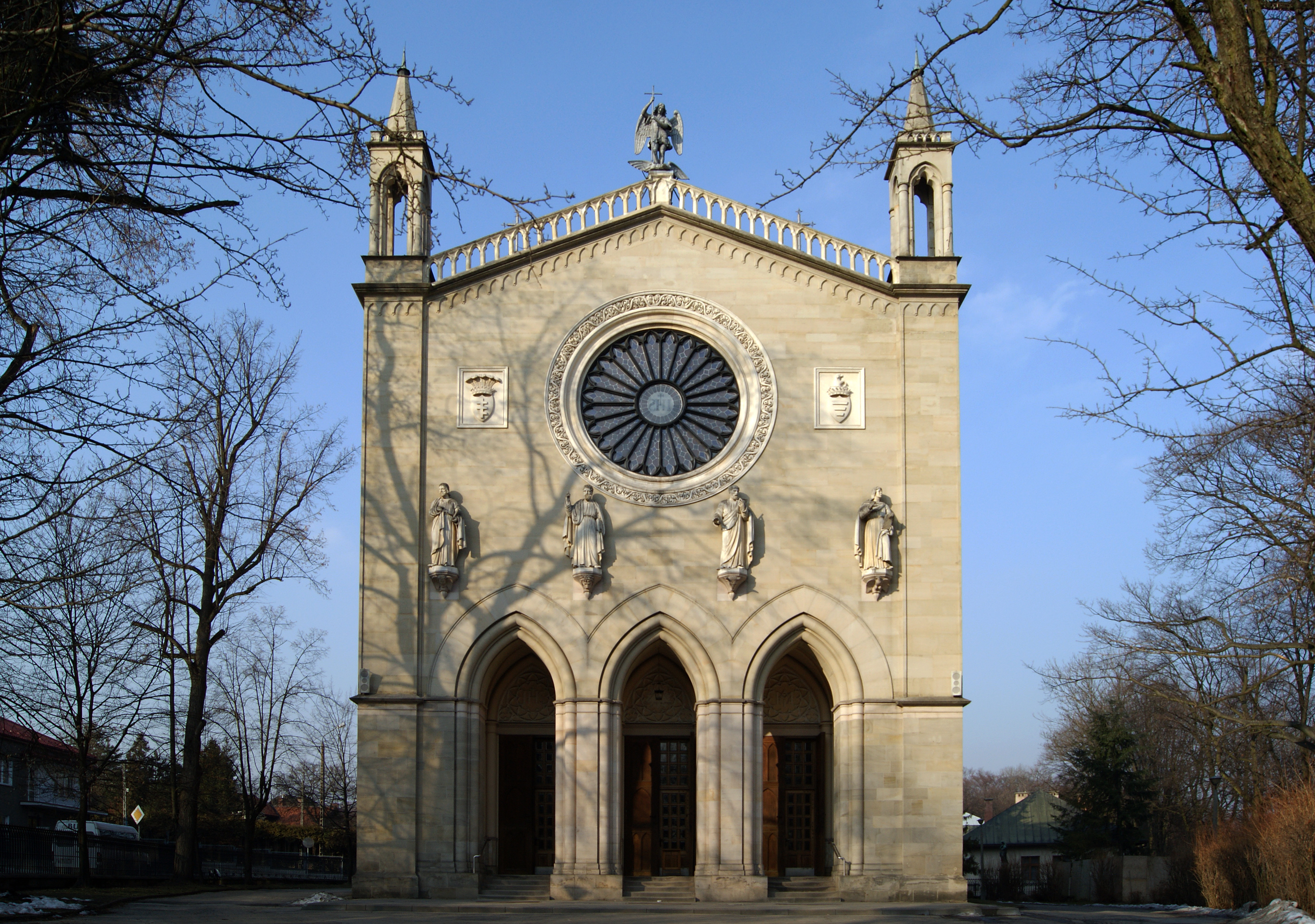
Kościół św. Marcina

- Krzeszowice: układ urbanistyczny (strefa ścisłej ochrony konserwatorskiej) – decyzja A-498 z 13.02.1985;
- zespół pałacowy Potockich:
  - Pałac nowy – decyzja A-432 z 23.07.1976;
  - Pałac stary – decyzja A-433 z 23.07.1976;
  - park – decyzja A-706 z 26.01.1956;
- budynek d. stajni pałacowych z najbliższym otoczeniem przy ul. Kościuszki 3 – decyzja A-649 z 1.10.1992;
- budynek zdrojowy Zofia – decyzja A-535 z 6.06.1986;
- d. dom gościnny (obecnie Liceum Ogólnokształcące) – decyzja A-536 z 5.06.1986;
- dom schronienia i ogród przy ul. Nowa Wieś 59 – decyzja A-641 z 14.11.1991;
- d. oficyna pałacu Vauxhall – decyzja A-534 z 5.06.1986;
- kościół św. Marcina – decyzja A-262 z 1.06.1971;
- kaplica pw. św. Stanisława – decyzja A-667 z 1.12.1993;
- kaplica cmentarna wraz z wyposażeniem – decyzja A-678 z 9.05.1994;
- leśniczówka i ogród przy ul. Bandurskiego 2 – decyzja A-642 z 21.11.1991;
- plebania wraz z otoczeniem – decyzja A-677 z 7.05.1994;
- spichlerz folwarczny z najbliższym otoczeniem przy ul. Kościuszki – decyzja A-614 z 20.10.1989;
- pałac Vauxhall – decyzja A-434 z 23.07.1976;
- Zdrój Główny – decyzja A-644 z 30.12.1991;
- Zdrój Kapliczka pod Matką Boską – decyzja A-643 z 30.12.1991;
- wikarówka – decyzja A-562 z 8.07.1987.

### Pozostałe zabytki

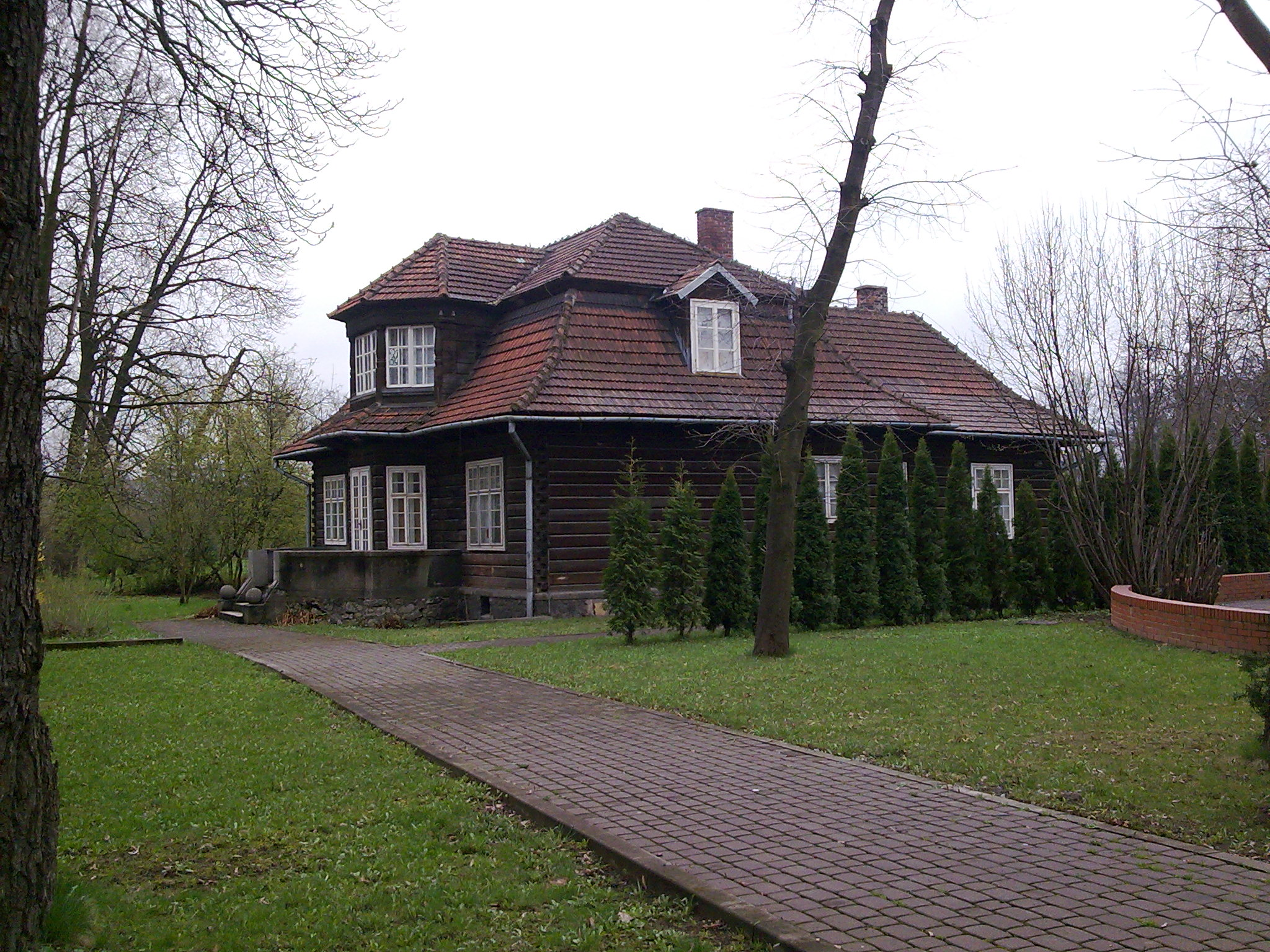
Willa Japonka przy ul. Ogrodowej

- Budynek dawnej stajni pałacowych (amerykańskich);
- Buzdyganówka;
- Dworzec kolejowy;
- Stary Szpital;
- Synagoga przy ulicy Wąskiej 1;
- Synagoga przy ulicy Wąskiej 4;
- Willa Japonka;
- Zespół dawnego folwarku.

## Wspólnoty wyznaniowe
Kościół rzymskokatolicki:
- parafia św. Jana Pawła II: Kościół św. Jana Pawła II, Krzeszowice, ul. Żbicka 43
- parafia św. Marcina: Kościół św. Marcina, Krzeszowice, ul. Grunwaldzka 1.

Świadkowie Jehowy:
- zbór: Krzeszowice–Wschód[27]

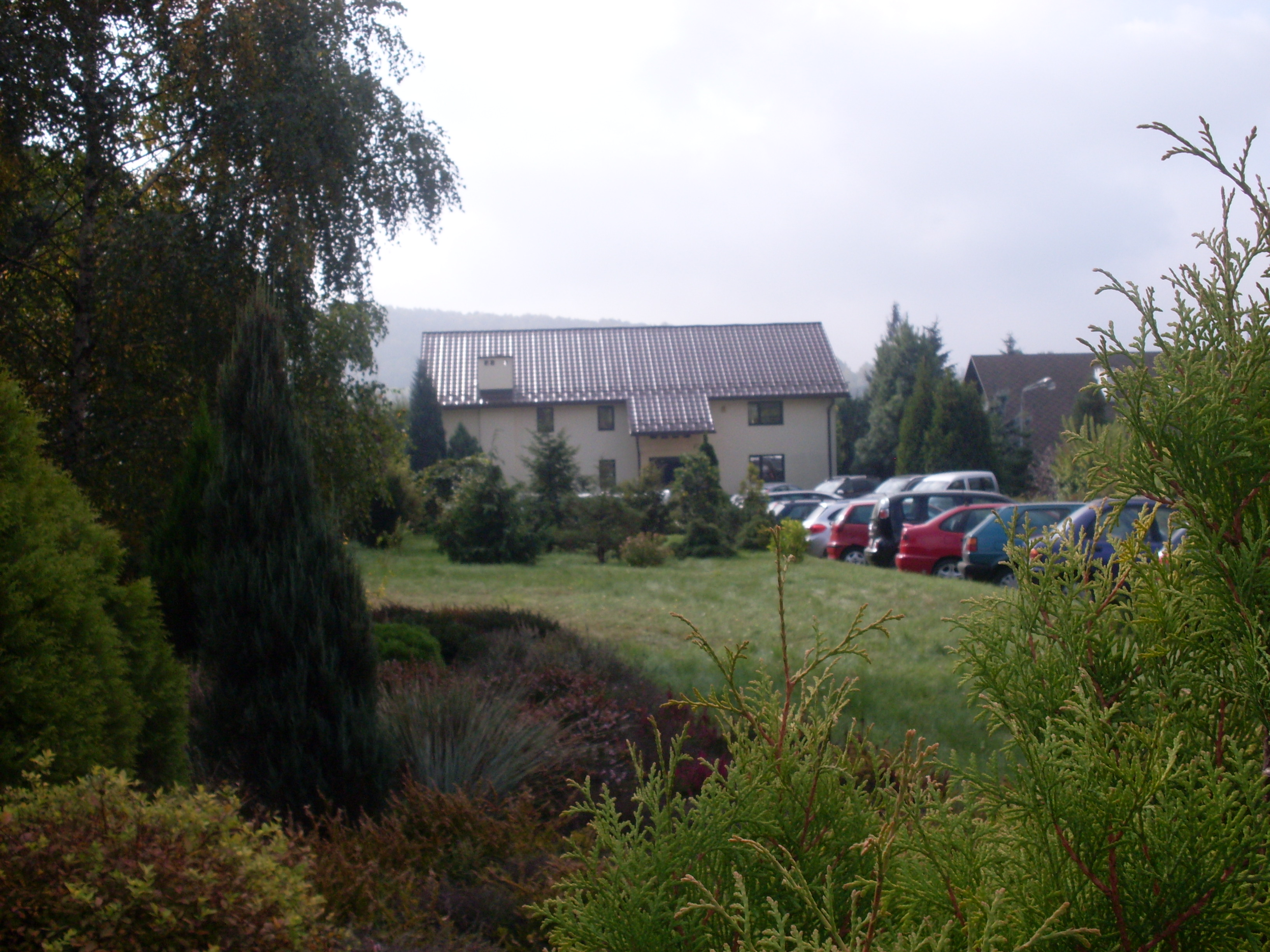
Sala Królestwa Świadków Jehowy wraz z otoczeniem (ul. Kościuszki 49)

- zbór: Krzeszowice–Zachód[27]
- Sala Królestwa Świadków Jehowy: Krzeszowice, ul. Kościuszki 49[25][28].

Kościół Zielonoświątkowy:
- Zbór Kościoła Zielonoświątkowego „Słowo Życia”: Krzeszowice, ul. św. Floriana 3 (lokal wynajmowany)[29].

## Gospodarka

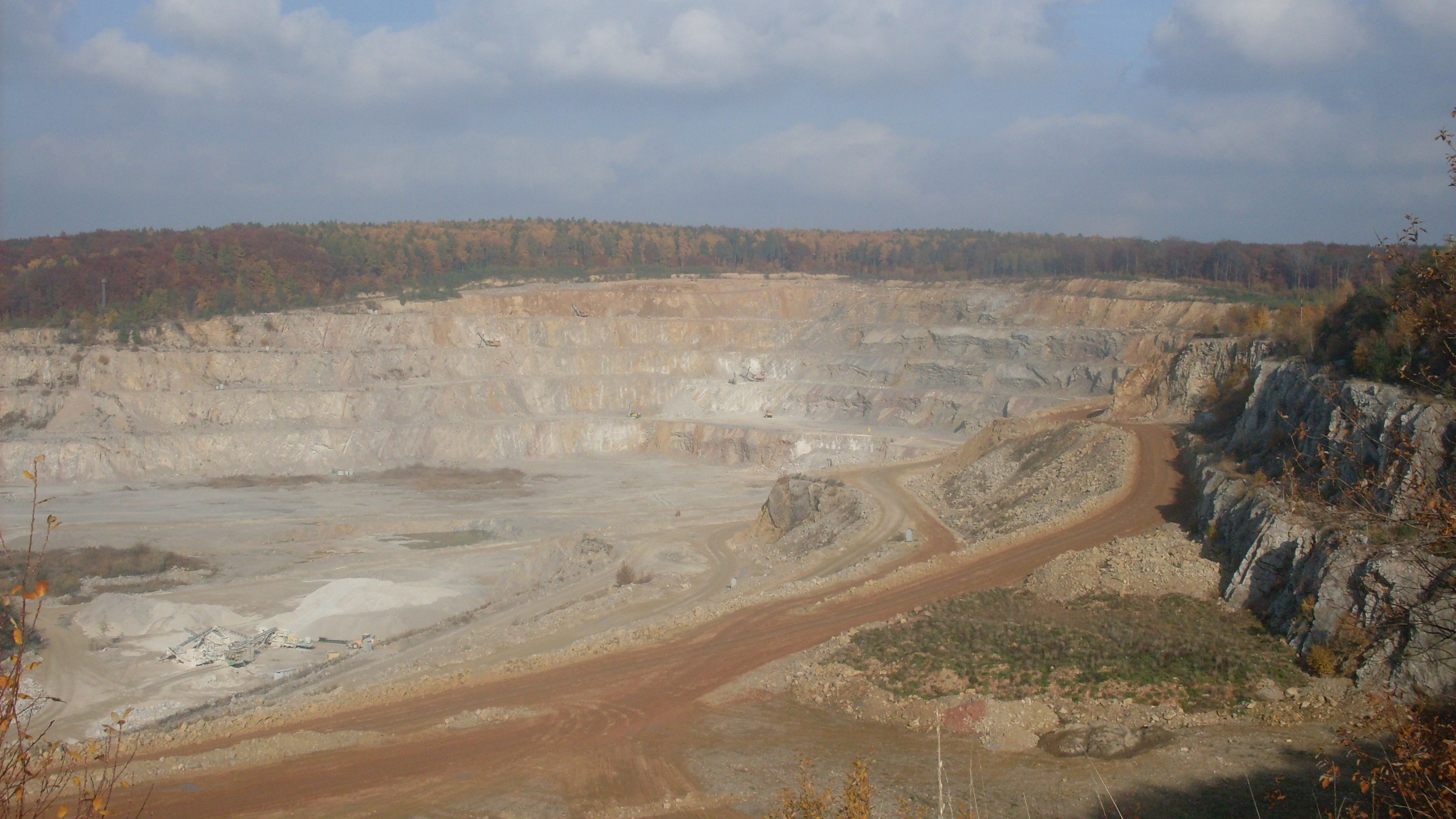
Kopalnia Wapienia Czatkowice na osiedlu Czatkowice

- Budownictwo: Kopalni Wapienia Czatkowice – Spółka Grupy Tauron (ul. Czatkowice Dolne), Kopalnie Porfiru i Diabazu sp. z o.o. (ul. Kościuszki), Prefa (ul. Krakowska), Elż-Pol (ul. Sienkiewicza), Elbud-Kaprin sp. z o.o. (ul. Zielona);
- Ogrodnictwo: Gospodarstwo Ogrodnicze Tadeusz Bogdan (ul. Żbicka);
- Handel: Rejonowa Spółdzielnia Zaopatrzenia i Zbytu (Legionów Polskich), Orange (ul. Wyki), Biedronka (ul. Kościuszki), Lidl (ul. Krakowska), Bostar (ul. Zagrody), Bricomarché (ul. Kościuszki), Delikatesy Centrum (ul. Floriana), Rossmann (ul. Floriana);
- Usługi: Cech Rzemiosł Różnych (ul. Daszyńskiego), Bank Spółdzielczy Krzeszowice (ul. Krakowska), Bank PKO BP (ul. Kościuszki), Bank BOŚ (ul. Walkowskiego), Bank Pekao SA (Rynek).

## Transport

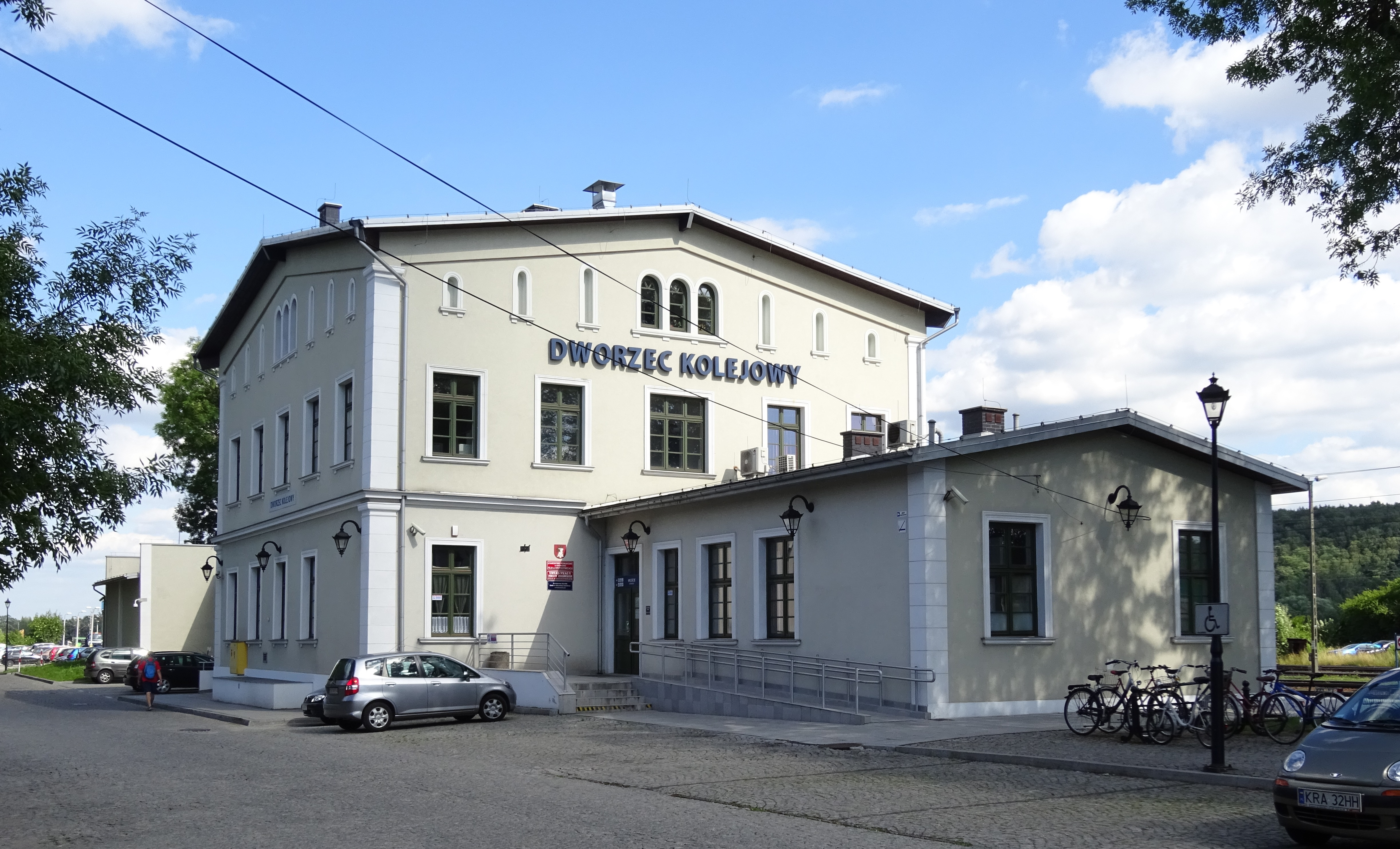
Stacja kolejowa Krzeszowice przy ul. Kolejowej

- linia kolejowa nr 133 Kraków – Katowice: Krzeszowice (stacja kolejowa)
- droga krajowa nr 79

| Najbliższe lotniska międzynarodowe | Najbliższe lotniska międzynarodowe | Najbliższe lotniska międzynarodowe |
|                                    | lotnisko                           | odległość w km                     |
| ---------------------------------- | ---------------------------------- | ---------------------------------- |
| 1                                  | Balice                             | 16                                 |
| 2                                  | Pyrzowice                          | 78                                 |

## Turystyka

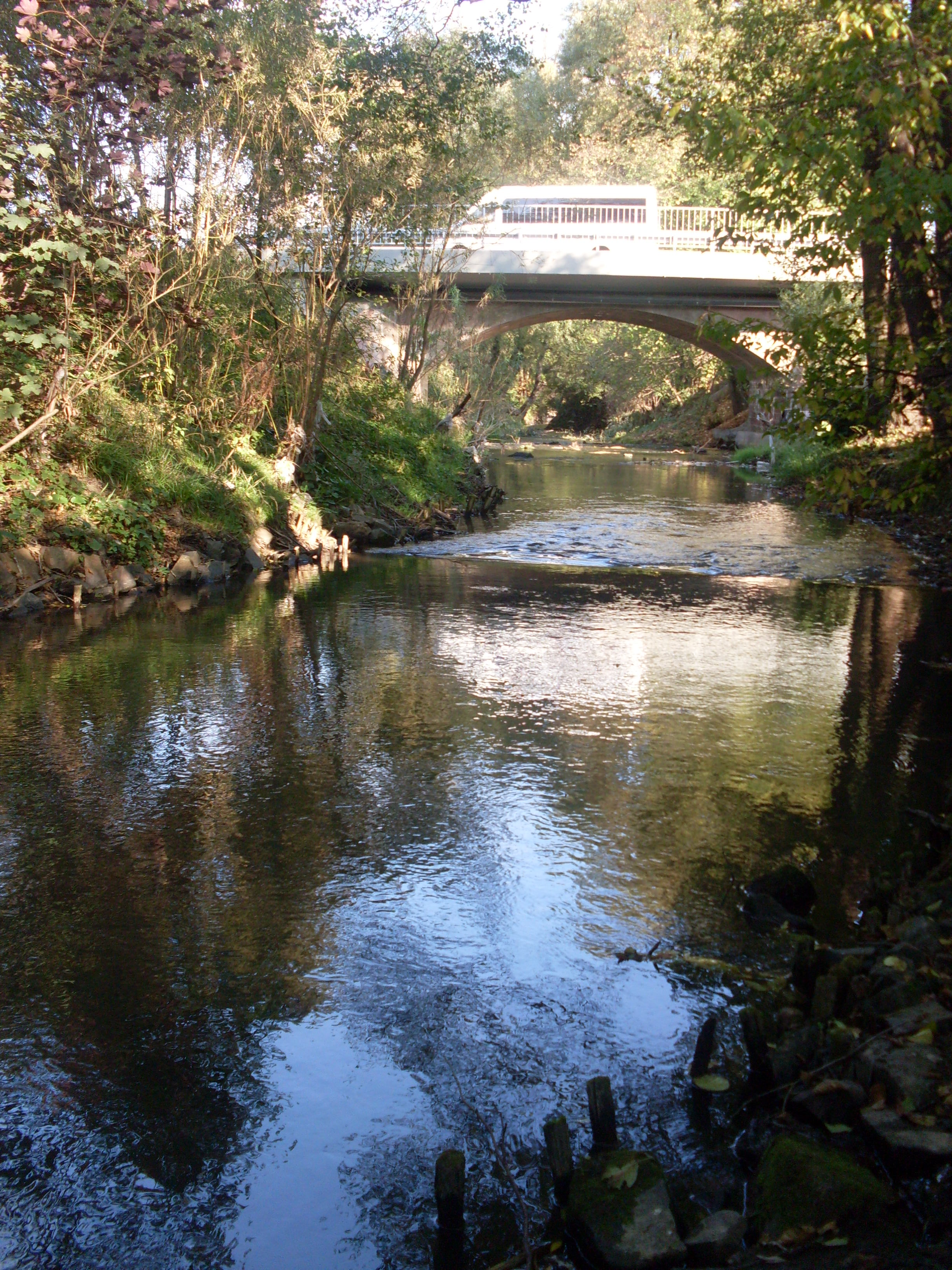
Most na Krzeszówce na granicy miasta (ul.Daszyńskiego) z Tenczynkiem

Krzeszowice dzięki licznym szlakom turystyki pieszej i rowerowej stanowią bazę wypadową do zwiedzania parków krajobrazowych – Tenczyńskiego i Dolinek Krakowskich.
Szlaki turystyczne
- – żółty szlak łączący Chrzanów z Pieskową Skałą jest podzielony na 2 części: Dolinek Jurajskich: Krzeszowice–Pieskowa Skała oraz Ziemi Chrzanowskiej: Chrzanów–Krzeszowice.
- – przez Niedźwiedzią Górę, Bukową Górę, Zimny Dół do Czernichowa

Szlaki rowerowe
- – z Krzeszowic przez Miękinię, Dolinę Kamienic, Wolę Filipowską, Puszczę Dulowską, Las Orley, rezerwat przyrody Dolina Potoku Rudno, Sankę, Dolinę Sanki i Niedźwiedzią Górę do Krzeszowic.
- (Jurajski Rowerowy Szlak Orlich Gniazd) – z Krzeszowic przez Tenczynek, Brzoskwinię, Las Zwierzyniecki, Las Zabierzowski, Szczyglice do Krakowa.
- – z Krzeszowic przez Bartlową Górę, Dolinę Eliaszówki, Dębnik i Siedlec do Krzeszowic.
- – z Krzeszowic do stacji PKP w Woli Filipowskiej.

Inne
- Szlak Dawnego Górnictwa – ścieżka dydaktyczno-turystyczna z Krzeszowic przez Tenczynek do Rudna.

## Media
- „Informator Krzeszowice” – bezpłatny miesięcznik (10 000 egz.)
- „Magazyn Krzeszowicki” – miesięcznik samorządowy finansowany przez Urząd Miejski (1000 egz.)
- „Rynek Firm” – bezpłatne pismo informacyjne (10 000 egz.)

## Sport

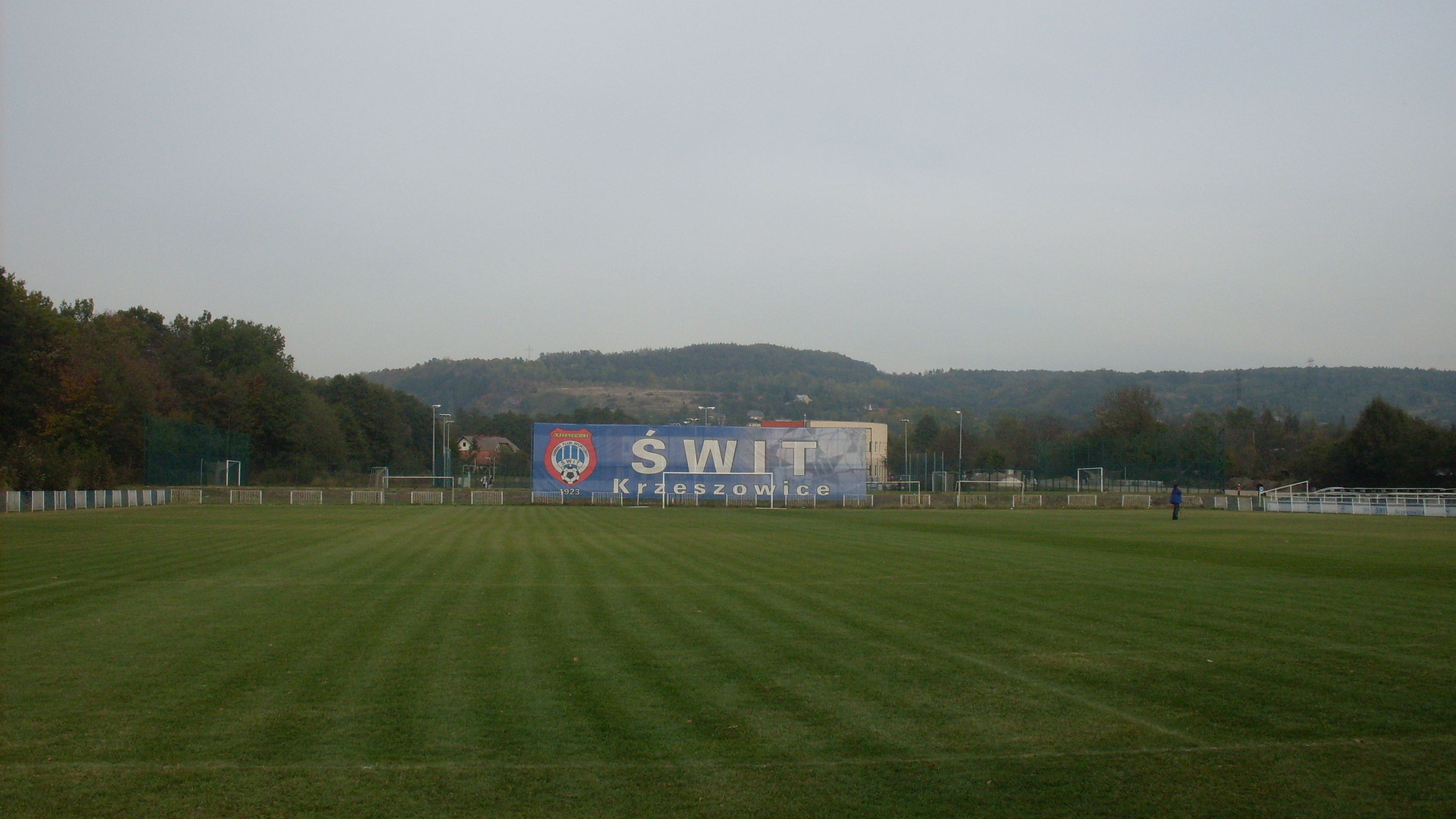
Stadion Świt Krzeszowice

- GKS Świt Krzeszowice (piłka nożna: klasa okręgowa);
- MKS MOS Maraton Krzeszowice (siatkówka: II liga – kobiety).

## Współpraca międzynarodowa
Miasta i gminy partnerskie:
- Chaumes-en-Brie
- Kispest